# Yushikalasu (sockenhuvudort i Kina, Xinjiang Uygur Zizhiqu, lat 46,71, long 84,05)
Yushikalasu (kinesiska: 玉什喀拉苏, 玉什喀拉苏乡) är en sockenhuvudort i Kina. Den ligger i den autonoma regionen Xinjiang, i den nordvästra delen av landet, omkring 430 kilometer nordväst om regionhuvudstaden Ürümqi. Antalet invånare är 8 061. Befolkningen består av 3 513 kvinnor och 4 548 män. Barn under 15 år utgör 18,0 %, vuxna 15-64 år 76 %, och äldre över 65 år 4,0 %.
Runt Yushikalasu är det ganska glesbefolkat, med 22 invånare per kvadratkilometer. Närmaste större samhälle är Shanghu, 18,7 km väster om Yushikalasu. Trakten runt Yushikalasu består till största delen av jordbruksmark.
Genomsnittlig årsnederbörd är 317 millimeter. Den regnigaste månaden är juli, med i genomsnitt 49 mm nederbörd, och den torraste är februari, med 11 mm nederbörd.